# Régisseur (culture)
Pour les articles homonymes, voir Régisseur.

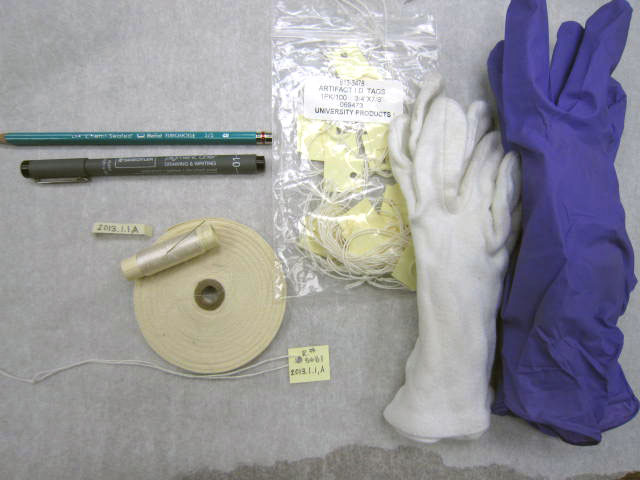
Divers outils d'un régisseur, permettant de manipuler des œuvres et objets tout en respectant leurs conditions de conservation.

Un régisseur travaille au sein d'un musée ou d'une institution culturelle, son rôle est d'assurer la gestion administrative et logistique des mouvements d'œuvres dans le cadre des collections permanentes comme des expositions, le respect des prescriptions en matière de conservation préventive et de sécurité ainsi que de veiller à la localisation et au récolement des collections dont il a la charge.